# Universidad Técnica del Norte
La Universidad Técnica del Norte (UTN) es una universidad pública ubicada en la provincia de Imbabura, cuya sede se encuentra en la ciudad de Ibarra.  El 18 de julio de 1986 fue creada oficialmente por decreto legislativo del antiguo Congreso Nacional.

## Facultades
La universidad tiene las siguientes facultades y carreras:
Facultad de Ingeniería en Ciencias Agropecuarias y Ambientales (FICAYA)
- Agroindustria
- Agronegocios Avaluos y Catastros
- Agropecuaria
- Recursos Naturales no renovables
- Forestal
- Biotecnología
- Energías Renovables

Facultad de Ciencias Administrativas y Económicas (FACAE)
- Administración de Empresas
- Contabilidad Superior y Auditoría
- Economía
- Mercadotecnia
- Gastronomía
- Turismo
- Derecho

Facultad de Ingeniería en Ciencias Aplicadas (FICA)
- Ingeniería en Telecomunicaciones.
- Ingeniería en Electrónica y Redes de Comunicación (Solo titulación).
- Ingeniería en Software.
- Ingeniería en Sistemas Computacionales (Solo titulación).
- Ingeniería en Mecatrónica.
- Ingeniería Industrial.
- Ingeniería Textil.
- Ingeniería Automotriz
- .Ingeniería en Electricidad.

Facultad de Ciencias de la Salud (FCCSS)
- Licenciatura en Enfermería.
- Licenciatura en Fisioterapia.
- Licenciatura en Nutrición y Dietética.
- Medicina.

Facultad de Educación, Ciencia y Tecnología (FECYT)
- Pedagogía de los Idiomas Nacionales y Extranjeros
- Pedagogía de las Ciencias Experimentales
- Secretariado ejecutivo en español
- Pedagogía de las Artes y Humanidades
- Entrenamiento deportivo
- Relaciones Públicas
- Educación Inicial
- Educación Básica
- Pedagogía de la Actividad Física y el Deporte
- Artes plásticas
- Diseño Gráfico
- Publicidad
- Comunicación
- Psicopedagogía
- Psicología

## Resultados en el Examen de Habilitación Profesional
La Universidad Técnica del Norte obtuvo un sobresaliente resultado en el Examen de Habilitación Profesional para Medicina, administrado por el CACES en octubre de 2024, alcanzando una tasa de aprobación del 89,47 %. Con 51 aprobados de un total de 57 evaluados, la institución reafirma su compromiso con una formación médica sólida, basada en estándares de calidad exigidos a nivel nacional.